# ID-S OFFICIAL MAGAZINE DVD
『ID-S OFFICIAL MAGAZINE DVD』（アイディーエス・オフィシャルマガジン・ディーブイディー）は、シドのファンクラブ限定DVD。2008年までに計4作が発売されている。

## Vol.0
初のファンクラブ限定DVD。収録時間は約60分
収録曲
1. 土曜日の女
2. Sweet?
3. ゆうや ロング・インタビュー
4. 明希 ロング・インタビュー
5. しんぢ ロング・インタビュー
6. マオ ロング・インタビュー

## Vol.1
ロリータ限定ライヴの映像が収録されている。
収録曲
1. できそこない
ライヴ限定曲。
2. キャラメル
3. 私は雨
4. 隣人
5. 赤紙シャッフォー
6. Sweet?

## Vol.2
ファンクラブ限定ライヴ「2007.10.4、LIQUID ROOM☆FC発足２周年記念LIVE 『シドFC発足2周年記念イベント ズキューン バキューン ズッコケ四兄弟が来た夜は木曜日です』」の映像が収録されている。
収録曲
1. 夏恋
2. 小さな幸せ
3. 罠
4. dummy
5. エール

## Vol.3
インディーズラストDVD『SIDNAD Vol.3〜TOUR 2008 センチメンタルマキアート〜』から未収録映像、別アングル映像、メンバーによるコメントなどが収録されている。最後のファンクラブ限定DVDである。これ以降は紙会報となっている。
収録曲
1. 隣人
SIDNAD Vol.3〜TOUR 2008 センチメンタルマキアート〜未収録映像。
2. smile -ゆうや angle-
ゆうやを中心に撮った映像。
3. 御手紙 -明希 angle-
明希を中心に撮った映像。
4. Dear Tokyo -Shinji angle-
Shinjiを中心に撮った映像。
5. 誘感コレクション -マオ angle-
マオを中心に撮った映像。
6. 空の便箋、空への手紙
SIDNAD Vol.3〜TOUR 2008 センチメンタルマキアート〜未収録映像。
7. メンバーコメント